# Holy Holy
Holy Holy är ett musikalbum från 1995 av det svenska indiebandet The Bear Quartet.

## Låtlista
1. "Funny How We Remember These Little Details" - 2:08
2. "What's Your Virtue?" - 3:07
3. "Born With Teeth" - 3:14
4. "Second Halley" - 3:14
5. "Power Failure" - 1:33
6. "At the Warehouse" - 4:29
7. "Same Spell on Everyone" - 2:22
8. "Tibet" - 3:28
9. "Speedy" - 0:44
10. "Ghosts for Laundry" - 1:41
11. "Closure" - 4:13
12. "Hawser" - 5:32
13. "Tugboat" - 3:06